# Neheb
Neheb es mencionado la Piedra de Palermo como un rey egipcio predinástico que gobernó en el Bajo Egipto. Como no hay otra evidencia de tal rey, puede haber sido un mítico rey conservado por tradición oral, o incluso puede ser completamente ficticio.

## Titulatura
| Titulatura | Jeroglífico | Transliteración (transcripción) - traducción - (referencias) |

| n · U13 |

| n · U13 |

| Predecesor: Tyesh | Faraón Periodo protodinástico de Egipto | Sucesor: Uadynar |